# فرع غائر للشريان المنعطف الفخذي الإنسي
فرع غائر للشريان المنعطف الفخذي الإنسي (بالإنجليزية: Deep branch of medial circumflex femoral artery)‏‏ هو شريان يتفرعُ من شريان منعطف فخذي إنسي.